# 鎖齒狗
鎖齒狗（英語：Lockjaw），是一隻在漫威漫畫中出現的虛構鬥牛犬角色，由作家史丹·李和藝術家傑克·科比所創作。鎖齒狗首次於《驚奇4超人》#45中登場。2009年8月，時代雜誌將鎖齒狗列入最怪異漫威漫畫角色十強之一。

## 人物
鎖齒狗是異人族的皇室成員的寵物，是一隻身分不明的巨型鬥牛犬，在接觸到泰瑞根之霧後獲得了心靈傳送的能力，負責傳送人或物件來回地球和月球。與黑蝠王一樣頭上裝着音叉形的天線。

## 其他媒體

### 電視
- 《新驚奇4超人（英语：Fantastic Four (comic book)）》
- 《驚奇4超人（英语：Fantastic Four (1994 TV series)）》
- 《浩克與狂砸特工隊（英语：Hulk and the Agents of S.M.A.S.H.）》
- 《終極蜘蛛俠》
- 《星際異攻隊（英语：Guardians of the Galaxy (TV series)）》
- 《復仇者聯盟：正義出擊（英语：Avengers Assemble (TV series)）》
- 《異人族》：真人電視劇，以CGI技術呈現[2]。

### 遊戲
- 《漫威超級戰爭》
- 《漫威：瞬戰超能（英语：Marvel: Marvel Snap）》
- 《Marvel：終極聯盟（英语：Marvel: Ultimate Alliance）》
- 《樂高漫威超级英雄2（英语：Lego Marvel Super Heroes 2）》
- 鎖齒狗銅像出現在2018年《蜘蛛俠》中。開發人員最初想將華爾街銅牛加入遊戲，但用了鎖齒狗取代它以避免法律問題。[3]

## 外部連結
- Lockjaw （页面存档备份，存于） 超級英雄數據庫
- Marvel Comics Database: Lockjaw （页面存档备份，存于）